# Justizvergütungs- und -entschädigungsgesetz
Das Justizvergütungs- und -entschädigungsgesetz (abgekürzt JVEG) ist in Deutschland mit Wirkung vom 1. Juli 2004 an die Stelle des Gesetzes über die Entschädigung von Zeugen und Sachverständigen (ZuSEG) und des Gesetzes über die Entschädigung der ehrenamtlichen Richter getreten.
Die lange Bezeichnung des JVEG lautet „Gesetz über die Vergütung von Sachverständigen, Dolmetscherinnen, Dolmetschern, Übersetzerinnen und Übersetzern sowie die Entschädigung von ehrenamtlichen Richterinnen, ehrenamtlichen Richtern, Zeuginnen, Zeugen und Dritten“. Zu den Sachverständigen zählen zahlreiche Gutachter, deren Berichte und Stellungnahmen von der Staatsanwaltschaft sowie diversen Gerichten und Behörden angefordert werden. Innerhalb der jeweiligen Berufsgruppen gibt es unterschiedliche Honorargruppen, die auf der Grundlage des JVEG jeweils andere Stundensätze berechnen dürfen.
Die Sachverständigen werden nach den einzelnen Honorargruppen im Bereich von 80 bis 155 €/ Std. zuzüglich einiger Nebenkosten (Fahrtkosten etc.) vergütet. Die Stundensätze für die einzelnen Honorargruppen sind in § 9 JVEG geregelt, die Zuordnung zu einer Honorargruppe nach Sachgebieten bestimmt sich nach der Anlage 1 zu § 9 Abs. 1 JVEG. Eine Neugestaltung der Honorargruppen trat zum 1. August 2013 im Rahmen des „Zweiten Kostenrechtsmodernisierungsgesetzes“ in Kraft. Dabei wurde der Stundensatz um ca. 20 % erhöht und neue Einstufungen der Honorargruppen vorgenommen. Die letzte Anhebung der Stundensätze erfolgte zum 1. Januar 2021.

## Bedeutung für Dolmetscher und Übersetzer
Das JVEG regelt u. a. die Bezahlung für Dolmetscher und Übersetzer.
- § 8 regelt, dass Dolmetscher ein Honorar für die „erforderliche Zeit“ erhalten. Diese „erforderliche Zeit“ besteht aus Reisezeit, Wartezeit und Dolmetschzeit. Die „erforderliche Zeit“ wird jeweils auf die nächste halbe Stunde aufgerundet.
- § 9 regelt, dass Dolmetscher je Stunde „erforderlicher Zeit“ mit 93,00 € honoriert werden.
- § 11 regelt, dass Übersetzer nach Normzeilen bezahlt werden: eine Normzeile umfasst 55 Anschläge.
  -     - Eine Übersetzung wird normalerweise mit 2,15 € pro Normzeile bezahlt, bzw. mit 2,30 € bei besonders erschwerter Übersetzung.
    - Werden die Texte editierbar übergeben, wird die Übersetzung mit 1,95 € pro Normzeile bezahlt, bzw. mit 2,15 € bei besonders erschwerter Übersetzung.

Nach § 19 SGB X, werden diese Sätze für den gesamten Bereich der Sozialgesetzbücher übernommen.
Nach Verwaltungsgesetz des Bundes und den Verwaltungsgesetzen der Bundesländer werden diese Sätze auch für die Behörden übernommen, in den meisten Bundesländern auch für die Polizei.

## Novellierung der Vergütung für Dolmetscher und Übersetzer 2020/2021
Am 26. Februar 2020 legte das Bundesjustizministerium einen Referentenentwurf eines „Gesetzes zur Änderung des Justizvergütungs- und -entschädigungsgesetzes“ vor. Für Dolmetscher sollte das Honorar auf 95 Euro pro Stunde angehoben werden. Es sollte einen Wochenend- und Nachtzuschlag von 20 Prozent geben. Für Übersetzer sollte das Zeilenhonorar auf 1,95 Euro steigen, bei erschwerten Texten 2,10 Euro. Bei editierbaren Dateien sollte das Zeilenhonorar 1,80 bzw. 1,95 Euro je Normzeile betragen.
Für viele Dolmetscher und Übersetzer war außerdem wichtig, dass der im aktuellen JVEG enthaltene § 14, der Vereinbarungen über eine niedrigere Bezahlung ermöglichte, gestrichen wird. Dieser § 14 sollte nach dem Vorschlag des Justizministeriums entfallen.
Am 16. September 2020 legte die Bundesregierung den Entwurf eines „Gesetzes zur Änderung des Justizkosten- und des Rechtsanwaltsvergütungsrechts“ vor. Die Bundesregierung schlägt vor, das Honorar fürs Dolmetschen nicht auf 95 Euro, sondern 90 Euro anzuheben. Es soll ein Nachtzuschlag (23 bis 6 Uhr) sowie ein Zuschlag an Sonn- und Feiertagen in Höhe von 20 Prozent gezahlt werden. Die Zeilenhonorare für Übersetzungen sollen so steigen, wie vom Justizministerium vorgeschlagen.
Im Gegensatz zum Justizministerium will die Bundesregierung den § 14 (Vereinbarungen) beibehalten.
Am 25. September wurde der Entwurf des „Kostenrechtsänderungsgesetzes“ in den Bundestag eingebracht. Er erhielt die Drucksachen-Nummer 19/23484. Der Entwurf ist nicht zustimmungspflichtig. Der Bundesrat nahm am 6. November 2020 Stellung. Dabei empfahlen der Rechtsausschuss und der Finanzausschuss, das Honorar fürs Dolmetschen nur auf 85 Euro anzuheben und das Gesetz erst zum 1. Januar 2023 (statt zum 1. Januar 2021) in Kraft treten zu lassen. Das Bundesrats-Plenum folgte der ersten Empfehlung, lehnte die zweite aber ab (BR-Drucksache 565/1/20).
Am 29. Oktober 2020 beriet der Bundestag den Gesetzentwurf in erster Lesung und überwies ihn im vereinfachten Verfahren ohne Aussprache in den »Ausschuss für Recht und Verbraucherschutz« (federführend) sowie in den Haushaltsausschuss (BT-Protokoll, Seite 23425). Der Bundestag hat am 27. November 2020 in zweiter und dritter Beratung des KostRÄG 2021 mit dem JVEG und der Anlage 1 zu § 9 JVEG zugestimmt. Die Vergütungssätze werden im Rahmen des sog. Justizrabatts nur noch um 5 % abgesenkt. Damit ist der Bundestag den Beschlussempfehlungen des Ausschusses für Recht und Verbraucherschutz gefolgt.
Das KostRÄG 2021 wurde am 21. Dezember 2020 im Bundesgesetzblatt (BGBl. 2020 I S. 3229) veröffentlicht. Am 1. Januar 2021 sind gemäß dessen Artikel 13 Absatz 3 die entsprechenden Änderungen des JVEG in Kraft getreten.
Die entsprechenden Berufsverbände, der Bundesverband der Dolmetscher und Übersetzer und der kleinere ADÜ Nord, veröffentlichten auf ihren Webseiten weiterführende Informationen zur Novellierung des JVEG, die auch für Nichtmitglieder zugänglich sind.
In einer Handreichung fasste der Berufsverband BDÜ die Ergebnisse der JVEG-Novellierung in einer Form  zusammen, die Sprachdienstleister auch Endkunden, z. B. von beglaubigten Übersetzungen, vorgelegen können.

## Bedeutung für den medizinischen Bereich am Beispiel der Rechtsmedizin
Der Präsident der Deutschen Gesellschaft für Rechtsmedizin ist der Ansicht, die JVEG-Vergütungssätze für die rechtsmedizinischen Institute seien zu niedrig angesetzt, da zahlreiche Institute nicht kostendeckend arbeiten können. Da durch Obduktion gewonnenen Erkenntnissen die Aufklärung von Straftaten sowie Forschung und Lehre von Bedeutung sind, wäre eine angemessene Vergütung notwendig. In Deutschland erhält ein rechtsmedizinisches Institut für eine einfache Obduktion ein Honorar von 380 Euro und bei besonders ungünstigen  bzw. erschwerten Bedingungen zwischen 500 und 670 Euro. Da Obduktionen jedoch von zwei vergütungsberechtigten Ärzten vorgenommen werden müssen, ist diese Entschädigung in vielen Fällen unwirtschaftlich.
Auch weiterführende Untersuchungen, die durch den Obduktionsbefund in Auftrag gegeben wurden, z. B. mikroskopische, physikalische, chemische, toxikologische, bakteriologische und serologische Untersuchungen, werden nach JVEG abgerechnet.
Im Jahr 2019 erklärten rechtsmedizinische Institute aus 13 deutschen Bundesländern, dass die Entlohnung bei einer Beauftragung durch staatliche Behörden in der Regel keine vollständige Kostendeckung gewährleiste. So bezifferte beispielsweise die Staatsregierung von Baden-Württemberg die Unterfinanzierung im Bereich seiner rechtsmedizinischen Institute mit über einer Million Euro jährlich. Aufgrund der Unterfinanzierung ist die Obduktionsrate in Deutschland deutlich niedriger als in anderen Ländern.
Die Bundesärztekammer veröffentlichte am 26. Februar 2020 eine differenzierte Stellungnahme zur Novellierung des JVEG, in der es unter anderem um die Anzahl unterschiedlicher Honorargruppen geht. Des Weiteren werden Begründungen für die Erhöhung der jeweils vorgeschriebenen Vergütung oder Entschädigung aufgeführt.